# Короєнь
Короєнь, Короєні (рум. Coroieni) — село у повіті Марамуреш в Румунії. Адміністративний центр комуни Короєнь.
Село розташоване на відстані 373 км на північний захід від Бухареста, 35 км на південний схід від Бая-Маре, 67 км на північ від Клуж-Напоки.

## Населення
За даними перепису населення 2002 року у селі проживали 438 осіб, з них 436 осіб (99,5%) румунів. Рідною мовою 437 осіб (99,8%) назвали румунську.